# 덴마크의 지방자치체

덴마크의 지방 자치체

덴마크는 5개 지역(덴마크어: Region 레기온[*])으로 구성되어 있으며 이들 지역은 98개 지방 자치체(덴마크어: kommuner 코무네르[*], 단수형: kommune 코무네[*])로 나뉜다.
현재의 지방 자치체는 2007년 1월 1일에 실시된 행정 구역 개편에 따라 13개 주를 5개 지역으로 개편하면서 신설되었으며 기존의 270개 지방 자치체를 98개 지방 자치체로 개편했다.

## 덴마크의 지방 자치체 목록
| 지방 자치체                         | 면적 (km2) | 인구 (2012년 1월 1일 기준) | 지역             |
| ----------------------------------- | ---------- | -------------------------- | ---------------- |
| 코펜하겐시(København)               | 74.7km2    | 549,050명                  | 덴마크 수도 지역 |
| 오르후스시(Aarhus)                  | 467.8km2   | 314,545명                  | 중앙윌란 지역    |
| 올보르시(Aalborg)                   | 1,137.2km2 | 201,142명                  | 북윌란 지역      |
| 오덴세시(Odense)                    | 305.7km2   | 191,610명                  | 남덴마크 지역    |
| 에스비에르시(Esbjerg)               | 794.7km2   | 115,112명                  | 남덴마크 지역    |
| 바일레시(Vejle)                     | 1,058.8km2 | 108,021명                  | 남덴마크 지역    |
| 프레데릭스베르시(Frederiksberg)     | 8.1km2     | 100,215명                  | 덴마크 수도 지역 |
| 라네르스시(Randers)                 | 747.6km2   | 95,756명                   | 중앙윌란 지역    |
| 비보르시(Viborg)                    | 1,408.7km2 | 93,819명                   | 중앙윌란 지역    |
| 콜링시(Kolding)                     | 607.1km2   | 89,412명                   | 남덴마크 지역    |
| 실케보르시(Silkeborg)               | 850.5km2   | 89,328명                   | 중앙윌란 지역    |
| 헤르닝시(Herning)                   | 1,321.4km2 | 86,348명                   | 중앙윌란 지역    |
| 호르센스시(Horsens)                 | 519.8km2   | 83,598명                   | 중앙윌란 지역    |
| 로스킬레시(Roskilde)                | 211.9km2   | 83,137명                   | 셸란 지역        |
| 네스트베드시(Næstved)               | 676.3km2   | 81,012명                   | 셸란 지역        |
| 슬라겔세시(Slagelse)                | 567.9km2   | 77,310명                   | 셸란 지역        |
| 쇠네르보르시(Sønderborg)            | 496.8km2   | 76,094명                   | 남덴마크 지역    |
| 겐토프테시(Gentofte)                | 25.6km2    | 72,814명                   | 덴마크 수도 지역 |
| 홀베크시(Holbæk)                    | 577.3km2   | 69,415명                   | 셸란 지역        |
| 예링시(Hjørring)                    | 926.2km2   | 66,178명                   | 북윌란 지역      |
| 글라드삭세시(Gladsaxe)              | 24.9km2    | 65,303명                   | 덴마크 수도 지역 |
| 굴보르순시(Guldborgsund)            | 899.7km2   | 61,913명                   | 셸란 지역        |
| 헬싱외르시(Helsingør)               | 118.9km2   | 61,493명                   | 덴마크 수도 지역 |
| 프레데릭스하운시(Frederikshavn)     | 650.3km2   | 61,158명                   | 북윌란 지역      |
| 오벤로시(Aabenraa)                  | 940.7km2   | 59,600명                   | 남덴마크 지역    |
| 스벤보르시(Svendborg)               | 415.5km2   | 58,551명                   | 남덴마크 지역    |
| 스카네르보르시(Skanderborg)         | 416.7km2   | 58,008명                   | 중앙윌란 지역    |
| 링쾨빙스키에른시(Ringkøbing-Skjern) | 1,469.6km2 | 57,892명                   | 중앙윌란 지역    |
| 코이에시(Køge)                      | 256.5km2   | 57,307명                   | 셸란 지역        |
| 홀스테브로시(Holstebro)             | 793.0km2   | 57,153명                   | 중앙윌란 지역    |
| 하데르슬레우시(Haderslev)           | 815.9km2   | 56,188명                   | 남덴마크 지역    |
| 루데르스달시(Rudersdal)             | 73.4km2    | 54,630명                   | 덴마크 수도 지역 |
| 륑뷔토르베크시(Lyngby-Taarbæk)      | 38.8km2    | 53,251명                   | 덴마크 수도 지역 |
| 포보르미트퓐시(Faaborg-Midtfyn)     | 633.7km2   | 51,635명                   | 남덴마크 지역    |
| 흐비도우레시(Hvidovre)              | 23.0km2    | 50,600명                   | 덴마크 수도 지역 |
| 바르네시(Varde)                     | 1,240.0km2 | 50,193명                   | 남덴마크 지역    |
| 프레데리시아시(Fredericia)          | 133.6km2   | 50,193명                   | 남덴마크 지역    |
| 칼룬보르시(Kalundborg)              | 575.2km2   | 48,632명                   | 셸란 지역        |
| 힐레뢰드시(Hillerød)                | 214.9km2   | 48,203명                   | 덴마크 수도 지역 |
| 호이에토스트루프시(Høje-Taastrup)   | 78.4km2    | 48,081명                   | 덴마크 수도 지역 |
| 발레루프시(Ballerup)                | 33.8km2    | 47,994명                   | 덴마크 수도 지역 |
| 그레베시(Greve)                     | 60.4km2    | 47,942명                   | 셸란 지역        |
| 스키베시(Skive)                     | 683.3km2   | 47,620명                   | 중앙윌란 지역    |
| 파우르스코우시(Favrskov)            | 540.3km2   | 47,117명                   | 중앙윌란 지역    |
| 헤덴스테드시(Hedensted)             | 551.3km2   | 46,029명                   | 중앙윌란 지역    |
| 보르딩보르시(Vordingborg)           | 619.5km2   | 45,804명                   | 셸란 지역        |
| 롤란시(Lolland)                     | 881.9km2   | 45,241명                   | 셸란 지역        |
| 티스테드시(Thisted)                 | 1,068.6km2 | 44,908명                   | 북윌란 지역      |
| 프레데릭순시(Frederikssund)         | 247.0km2   | 44,345명                   | 덴마크 수도 지역 |
| 바이엔시(Vejen)                     | 813.5km2   | 42,785명                   | 남덴마크 지역    |
| 마리아게르피오르시(Mariagerfjord)   | 718.2km2   | 42,429명                   | 북윌란 지역      |
| 에게달시(Egedal)                    | 125.8km2   | 41,821명                   | 덴마크 수도 지역 |
| 쉬디우르스시(Syddjurs)              | 689.8km2   | 41,815명                   | 중앙윌란 지역    |
| 아센스시(Assens)                    | 511.3km2   | 41,443명                   | 남덴마크 지역    |
| 보른홀름시 (Bornholm)               | 588.1km2   | 41,303명                   | 덴마크 수도 지역 |
| 토른뷔시(Tårnby)                    | 66.0km2    | 41,151명                   | 덴마크 수도 지역 |
| 이카스트브라네시(Ikast-Brande)      | 733.4km2   | 40,658명                   | 중앙윌란 지역    |
| 그립스코우시(Gribskov)              | 279.5km2   | 40,603명                   | 덴마크 수도 지역 |
| 프레덴스보르시(Fredensborg)         | 112.1km2   | 39,565명                   | 덴마크 수도 지역 |
| 퇴네르시(Tønder)                    | 1,281.8km2 | 39,083명                   | 남덴마크 지역    |
| 야메르부그트시(Jammerbugt)          | 863.9km2   | 38,611명                   | 북윌란 지역      |
| 푸레쇠시(Furesø)                    | 56.8km2    | 38,243명                   | 덴마크 수도 지역 |
| 노르디우르스시(Norddjurs)           | 720.9km2   | 37,876명                   | 중앙윌란 지역    |
| 미델파르트시(Middelfart)            | 298.8km2   | 37,612명                   | 남덴마크 지역    |
| 베스티메를란시(Vesthimmerland)      | 769.9km2   | 37,534명                   | 북윌란 지역      |
| 뢰도우레시(Rødovre)                 | 12.1km2    | 36,883명                   | 덴마크 수도 지역 |
| 브뢰네르슬레우시(Brønderslev)       | 633.0km2   | 35,754명                   | 북윌란 지역      |
| 팍세시(Faxe)                        | 405.0km2   | 35,110명                   | 셸란 지역        |
| 브뢴뷔시(Brøndby)                   | 21.0km2    | 34,084명                   | 덴마크 수도 지역 |
| 링스테드시(Ringsted)                | 294.6km2   | 33,153명                   | 셸란 지역        |
| 오스헤레드시(Odsherred)             | 354.0km2   | 32,640명                   | 셸란 지역        |
| 뉘보르시(Nyborg)                    | 276.7km2   | 31,486명                   | 남덴마크 지역    |
| 할스네스시(Halsnæs)                 | 121.8km2   | 30,980명                   | 덴마크 수도 지역 |
| 소뢰시(Sorø)                        | 308.4km2   | 29,393명                   | 셸란 지역        |
| 노르퓐시(Nordfyn)                   | 452.3km2   | 29,330명                   | 남덴마크 지역    |
| 레빌시(Rebild)                      | 621.3km2   | 28,911명                   | 북윌란 지역      |
| 알베르트슬룬시(Albertslund)         | 23.2km2    | 27,864명                   | 덴마크 수도 지역 |
| 라이레시(Lejre)                     | 238.9km2   | 26,887명                   | 셸란 지역        |
| 헤를레우시(Herlev)                  | 12.1km2    | 26,608명                   | 덴마크 수도 지역 |
| 빌룬시(Billund)                     | 540.3km2   | 26,220명                   | 남덴마크 지역    |
| 회르스홀름시(Hørsholm)              | 31.3km2    | 24,365명                   | 덴마크 수도 지역 |
| 알레뢰드시(Allerød)                 | 67.5km2    | 24,043명                   | 덴마크 수도 지역 |
| 케르테미네시(Kerteminde)            | 205.8km2   | 23,793명                   | 남덴마크 지역    |
| 스트루에르시(Struer)                | 246.2km2   | 22,098명                   | 중앙윌란 지역    |
| 스테븐스시(Stevns)                  | 250.2km2   | 21,855명                   | 셸란 지역        |
| 오데르시(Odder)                     | 223.6km2   | 21,749명                   | 중앙윌란 지역    |
| 글로스트루프시(Glostrup)            | 13.3km2    | 21,650명                   | 덴마크 수도 지역 |
| 모르쇠시(Morsø)                     | 366.5km2   | 21,474명                   | 북윌란 지역      |
| 렘비시(Lemvig)                      | 502.8km2   | 21,384명                   | 중앙윌란 지역    |
| 솔뢰드시(Solrød)                    | 40.1km2    | 21,156명                   | 셸란 지역        |
| 이스호이시(Ishøj)                   | 26.4km2    | 21,087명                   | 덴마크 수도 지역 |
| 발렌스베크시(Vallensbæk)            | 9.5km2     | 14,565명                   | 덴마크 수도 지역 |
| 드라괴르시(Dragør)                  | 18.3km2    | 13,692명                   | 덴마크 수도 지역 |
| 랑엘란시(Langeland)                 | 288.8km2   | 13,094명                   | 남덴마크 지역    |
| 에뢰시(Ærø)                         | 90.1km2    | 6,636명                    | 남덴마크 지역    |
| 삼쇠시(Samsø)                       | 113.5km2   | 3,889명                    | 중앙윌란 지역    |
| 파뇌시(Fanø)                        | 54.6km2    | 3,251명                    | 남덴마크 지역    |
| 레쇠시(Læsø)                        | 118.9km2   | 1,897명                    | 북윌란 지역      |

## 같이 보기
- 덴마크의 행정 구역
- 덴마크의 지역